# Vidarbha (Cricketteam)
Das Cricketteam von Vidarbha vertritt die Region Vidarbha im Osten des Bundesstaates Maharashtra im nationalen indischen Cricket. Die 1957 gegründete Mannschaft wird von der Vidarbha Cricket Association verwaltet. Bisher konnte sie sich zwei Siege beim nationalen First-Class-Wettbewerb Ranji Trophy sichern.

## Geschichte
Der Verband Vidarbha Cricket Association wurde 1929 gegründet und seit der Saison 1957/58 nimmt Vidarbha an der Ranji Trophy teil. Sie waren dabei der Zentralen Zone zugeordnet. Jedoch waren sie über lange Zeit nicht erfolgreich. Sie konnten 1970/71 erstmals das Viertelfinale erreichen, es sollte jedoch bis zur Saison 1995/96 bis ihnen das wieder gelang. Bis 2009 war das Team vorwiegend in den unteren Ligen des indischen Spitzen-Cricket zu finden.
Daraufhin wurde mit Prashant Vaidya ein neuer Leiter der Cricket-Academy der Mannschaft berufen. Mit Investitionen in die Infrastruktur und der integration der Jugendmannschaften in den Erwachsenenbereich konnte man eine erhöhung des Spielniveaus erzielen. Unter anderem erbaute man in Nagpur mit dem Vidarbha Cricket Association Stadium ein neues Stadion. In Saison 2014/15 und Saison 2015/16 konnte man zwei Mal in Folge ins Viertelfinale einziehen, scheiterte aber an Maharashtra und Saurashtra.
Der große Durchbruch gelang in der Saison 2017/18. Man konnte sich erstmals für das Finale qualifizieren und stand dort Delhi gegenüber und konnte sich mit 9 Wickets durchsetzen. Großen Anteil hatte dabei der Bowler Rajneesh Gurbani der in den Playoffs insgesamt 27 Wickets erzielt hatte und damit 12 mehr als jeder andere Bowler. Auch erzielte er ein Hattrick im Finale. Daraufhin konnten sie im Irani Cup gegen Rest of India antreten und den Titel 2017/18 mit einer hohen Führung nach dem ersten Innings für sich entscheiden.
Im Jahr darauf konnten sie sich abermals für das Finale qualifizieren und trafen dort auf Saurashtra. Es waren vor allen Dingen die 11 Wickets von Aditya Sarwate (5/98 und 6/59), die Vidarbha mit einem 78-Runs-Sieg zur Titelverteidigung führten. In der Irani Trophy konnten sie gegen Rest of India abermals das erste Innings gewinnen und damit abermals das Double schaffen.

## Stadion
Das Heimstadion des Clubs ist das Vidarbha Cricket Association Stadium in Nagpur, dass in 2009 die bisherige Heimstätte Vidarbha Cricket Association Ground ablöste.

## Erfolge

### First-Class Cricket
Gewinn der Ranji Trophy (2): 2017/18, 2018/19
Gewinn der Irani Cup (2): 2017/18, 2018/19